# Meurtre d'Andrea Santoro
Le meurtre d'Andrea Santoro est un assassinat perpétré le 5 février 2006  contre Andrea Santoro, un prêtre catholique italien en poste à Trébizonde en Turquie dans le cadre du programme missionnaire Fidei donum. Il est tué par balle alors qu'il se trouve dans son église. 
Un lycéen de 16 ans, Oğuzhan Akdin, est arrêté deux jours après les faits et l'on retrouve un pistolet 9 mm en sa possession. Une enquête du U.S. Air Force Office of Special Investigations sur les armes volées en Irak révèle qu'il s'agit du même type d'arme que le pistolet utilisé lors de l'attaque contre le conseil d'État turc en 2006.
Le lycéen indique à la police que son acte est motivé par l'affaire des caricatures de Mahomet du journal Jyllands-Posten. L'assassinat est perpétré dans un climat de dénigrement antichrétien alimenté par la presse populaire turque qui fait suite à l'affaire des caricatures.
Oğuzhan Akdin est condamné le 10 octobre 2006 à 18 ans et dix mois de prison pour meurtre avec préméditation par un tribunal d'Ankara. Selon le vicaire apostolique Luigi Padovese, ni le tueur, ni sa mère n'auraient montré des remords lors du procès, cette dernière allant même jusqu'à comparer son fils à Mehmet Ali Ağca, l'homme ayant tenté d'assassiner Jean-Paul II en 1981, ajoutant que le meurtre « a été perpétré au nom d'Allah et est un présent à la nation ». La sentence est confirmée en octobre 2007 par une cour d'appel.
En raison de la similarité du profil de l'assassin du journaliste turc d'origine arménienne Hrant Dink, lui aussi adolescent et originaire de Trébizonde, l'enquête turque s'est penchée sur les liens pouvant exister entre les deux affaires.
Selon les conclusions de l'enquête turque datant de 2008, le groupe Ergenekon à tendance ultra-nationaliste est lié à l'affaire.
Le pape Benoît XVI a rappelé le martyre d'Andrea Santoro dans son homélie à la maison de la Vierge Marie à Éphèse le 29 novembre 2006.